# Инасаридзе, Хведри Николаевич
Хведри Николаевич Инасаридзе (груз. ხვედრი ინასარიძე; род. 6 декабря 1932, Париж) — советский и грузинский математик, доктор физико-математических наук, профессор, член-корреспондент АН Грузинской ССР (1983), академик Академии наук Грузии (2001). Член Президиума Национальной академии наук Грузии (с 2019). Лауреат Премии А. Размадзе АН Грузии (1998).

## Биография
С 1958 по 1961 год обучался на физико-математическом факультете Тбилисского государственного университета. С 1961 по 1964 год обучался в аспирантуре этого университета.
С 1961 года на научной работе в Институте математики имени А. Размадзе АН ГрузССР — НАН Грузии в должностях: научный сотрудник, с 1968 года — старший научный сотрудник, с 1986 года — ведущий научный сотрудник и с 1989 года — заведующий кафедрой секции алгебры. Одновременно с научной занимался и педагогической работой с 1987 по 2006 год в Тбилисском государственном университете в качестве профессора кафедры алгебры и геометрии.
С 1990 по 1997 год — председатель Национального математического комитета. С 2006 по 2008 год — председатель Правления Научно-технического центра и с 2008 года — председатель Правления Тбилисского центра математических наук. С 2019 года — член Президиума Национальной академии наук Грузии.

### Научно-педагогическая деятельность и вклад в науку
Основная научно-педагогическая деятельность Х. Инасаридзе была связана с вопросами в области теории категорий, алгебраической геометрии и топологии, а так же гомотопической и гомологической алгебры.
В 1966 году защитил кандидатскую диссертацию по теме: «Компактные расширения конечного порядка вполне регулярных пространств и их непрерывных отображений», в 1968 году защитил докторскую диссертацию на соискание учёной степени доктор физико-математических наук по теме: «Когомологии со значениями в полугруппах». В 1987 году ему присвоено учёное звание профессор. В 1983 году был избран член-корреспондентом АН Грузинской ССР, в 2001 году — действительным членом НАН Грузии.  Х. Инасаридзе было написано более шестидесяти научных работ, в том числе две монографии и пятьдесят семь работ опубликованы в ведущих математических журналах.

## Награды
- Премия А. Размадзе АН Грузии (1998)

## Основные труды
- Компактные расширения конечного порядка вполне регулярных пространств и их непрерывных отображений. - Тбилиси, 1966. - 71 с.
- Когомологии со значениями в полугруппах. - Тбилиси, 1968. - 247 с.
- Некоторые вопросы гомологической и гомотопической алгебры и их применения. - Тбилиси : Мецниереба, 1975. - 140 с
- Когомология, К-теория колец и группы Ли / [Ред. Х. Н. Инасаридзе]. - Тбилиси : Мецниереба, 1982. - 116 с. - (Сборник работ по алгебре) (Тр. Тбил. мат. ин-та им. А. М. Размадзе : / / АН ГССР, ISSN ISSN 0373-2252)
- Исследования по алгебре : [Сб. ст.] / Каф. алгебры и геометрии Тбил. гос. ун-та, Каф. высш. алгебры МГУ; [Ред. Х. Н. Инасаридзе]. - Тбилиси : Изд-во Тбил. ун-та, 1984 (обл. 1985). - 197 с.
- Гомологическая алгебра. Топологическая алгебра / [Ред. Х. Н. Инасаридзе]. - Тбилиси : Мецниереба, 1986. - 124 с. - (Сборник работ по алгебре) (Тр. Тбил. мат. ин-та им. А. М. Размадзе / АН ГССР)
- Сборник работ по алгебре / Ред. Г.С. Чогошвили. - Тбилиси : Мецниереба, 1979-1986. - (Труды Тбилисского математического института им. А.М. Размадзе)[4]